# Sun Camp Fireguard Cabin
La Sun Camp Fireguard Cabin – ou Baring Creek Cabin – est une cabane en rondins dans le comté de Glacier, dans le Montana, aux États-Unis. Protégée au sein du parc national de Glacier, elle est construite dans le style rustique du National Park Service en 1935. Inscrite au Registre national des lieux historiques le 1er juillet 1999, elle est détruite par le feu le 22 juillet 2015.